# Evelien Tonkens
Evelina Hendrika (Evelien) Tonkens (Arnhem, 4 april 1961) is een Nederlands socioloog en voormalig politicus. Namens GroenLinks was zij van 2002 tot 2005 lid van de Tweede Kamer der Staten-Generaal. Van 2005 tot 2014 was zij bijzonder hoogleraar Actief Burgerschap aan de Universiteit van Amsterdam. Op dit moment is zij hoogleraar Burgerschap en Humanisering van de Publieke Sector aan de Universiteit voor Humanistiek.

## Levensloop
Tonkens studeerde politieke en sociaal-culturele wetenschappen aan de Universiteit van Amsterdam tot 1988. Daarna was zij universitair docent op het Filosofisch Instituut van de Rijksuniversiteit Groningen. Ook was ze wetenschappelijk onderzoeker bij het Vrouwengezondheidscentrum Aletta Jacobs, sociaal-wetenschappelijk onderzoeker bij het Nederlands Centrum voor Sociaal beleid en bij de Katholieke Universiteit Nijmegen, waar zij zich bezighield met Wijsgerige en Historische Pedagogiek. In 1999 promoveerde ze aan de Katholieke Universiteit Nijmegen op een proefschrift Het zelfontplooiingsregime. De actualiteit van Dennendal en de jaren zestig. Voor haar promotie onderzoek ontving ze de Ds. Visscherprijs. Na haar werk als onderzoeker hield zij zich bezig met sociaal beleid als projectleider voor sociaal beleid in internationaal vergelijkend sociaal perspectief bij het Nederlands Instituut voor Zorg en Welzijn.
Naast haar onderzoek was Tonkens ook actief in de sociale bewegingen. In 1995 was zij medeoprichter van de feministische actiegroep 'De Harde Kern'. Ook was zij lid van de redactie van De Helling, het tijdschrift van het wetenschappelijk bureau van GroenLinks tussen 1997 en 2001. Ook was zij hulpverlener en publiciteitsmedewerker bij de feministische organisatie 'Tegen Haar Wil'. Ook was zij lid van redacties van diverse tijdschriften onder andere van Katijf en het Tijdschrift voor Vrouwenstudies. Ook was zij lid van diverse jury's onder andere van de Feministische Manifestprijs. En van diverse wetenschappelijke begeleidingscommissies van sociale projecten.
Bij de Tweede Kamerverkiezingen 2002 werd ze gekozen in het parlement voor GroenLinks. In de Kamer hield ze zich bezig met volksgezondheid, welzijn, emancipatiebeleid en bestuurlijke vernieuwing. Na drie jaar keerde zij echter alweer terug naar de wetenschap, omdat dat haar beter lag dan de politiek.
Op 29 juni 2005 nam ze afscheid van de politiek, om bijzonder hoogleraar actief burgerschap aan de Universiteit van Amsterdam te worden. De leerstoel maakt onderdeel uit van de afdeling voor sociologie en antropologie. Als Kamerlid werd ze opgevolgd door Paul Jungbluth. Tonkens is op dit moment daarnaast lid van de redactie Tijdschrift voor Sociale Vraagstukken. Vanaf 1997 was zij voorzitter van de Stichting Tijdschrift voor Vrouwenstudies. In 2006 was zij adviseur Nationale Conventie, dat zich bezighield met staatskundige vernieuwing. Daarnaast is zij lid van een aantal wetenschappelijke begeleidingscommissies voor sociale projecten. Ook was zij in de periode 2005-2012 wekelijks columnist bij De Volkskrant.
In mei 2014 verruilde zij haar functie aan de UvA voor die van hoogleraar Burgerschap en Humanisering van Instituties en Organisaties bij de Universiteit voor Humanistiek.

## Politieke en maatschappelijke visie
Tonkens behoort tot de critici van de vrijzinnige, liberale, koers van veel (linkse) politieke partijen, zoals GroenLinks en de PvdA. Zij pleit juist voor een koers die aansluit bij het cultuur-socialisme binnen de SDAP en de PvdA in de jaren 50, waarvan Willem Banning de bekendste exponent is.
Tonkens is van mening dat linkse politiek het beschavingsoffensief, dat door het Christen-Democratisch Appèl is ingezet moet "heroveren". Het CDA ziet, volgens Tonkens, dat offensief met name als het opleggen van bepaalde normen en waarden aan de samenleving, terwijl Tonkens zo'n beschavingsoffensief juist ziet in termen van het aanleren van bepaalde vaardigheden die nodig zijn voor burgerschap. Vaardigheden die zij aan burgerschap koppelt zijn zelfbeperking, zelfbeheersing en zelfkritiek. Ook ziet zij een rol voor zelfspot en ironie in dit beschavingsoffensief omdat deze vorm van zelfreflectie leidt tot mildheid, respect en openheid. Met dit linkse beschavingsoffensief plaatst zij zichzelf in een cultuursocialistische traditie die zich richt op de herheffing van het volk en keert zij zich tegen het anti-paternalisme van vrijzinnig links.
Zij staat ook kritisch tegenover andere aspecten van het liberalisme. Zo is zij een critica van de nadruk op verdienste en respect door individueel succes, het meritocratisch ideaal van het liberalisme. Zij ziet liever een samenleving waarin iedereen, onafhankelijk van vermogens zelfrespect kan verweven. Ook is zij geen voorstander van marktwerking in de publieke sector en in het bijzonder in de zorg.

## Publicaties
- Succesvolle werkgelegenheidsprojecten voor moeilijk bemiddelbare werklozen (1994)
- Het zelfontplooiingsregime. de actualiteit van Dennendal en de jaren zestig (dissertatie, 1999)
- De bal bij de burger. Burgerschap in een pluriforme, dynamische samenleving (oratie, 2006)
- met M. Ham en J. Uitermark (reds.) Handboek moraliseren. Burgerschap en de ongedeelde moraal (2006)
- met T. Swierstra (reds.) De beste de baas? Verdienste, respect en solidariteit in een meritocratische samenleving. (2007)
- met J. van den Broeke en M. Hoijtink Op zoek naar weerkaatst plezier. Samenwerking tussen mantelzorgers, vrijwilligers, cliënten en professionals
- Mondige burgers, getemde professionals. Marktwerking en professionaliteit in de publieke sector (2008)
- met M. Hurenkamp Wat vinden burgers zelf van burgerschap? (2008)
- Spugen op kleine leiders. Tien kortsluitingen in een opgewonden samenleving (2009)
- Tussen onderschatten en overvragen. Actief burgerschap en activerende organisaties in de wijk(2009)
- met M. Hurenkamp De onbeholpen samenleving (2011)
- met J. Newman (reds.) Participation, Responsibility and Choice: Summoning the Active Citizen in Western European Welfare States (2011)
- met M. Hurenkamp en J.W. Duyvendak Crafting Citizenship. Negotiating tensions in multi-ethnic societies (2012)
- met M. de Wilde Als meedoen pijn doet. Affectief burgerschap in de wijk (2013)